# Държавно устройство на Сан Марино
Сан Марино е парламентарна република с правителство, излъчвано от парламента. Държавни глави са двама капитан-регенти, които се избират за 6 месеца измежду членовете на Големия генерален съвет (еднокамарен парламент – върховен държавен и законодателен орган). Изпълнителен орган – капитан-регентите съвместно с Държавния конгрес (правителството).
1. Президент:Капитан-Регенти Хулио Барбоса

## Законодателна власт
Парламентът се състои от 60 души, избирани на всеки 5 години.